# San Augustine (Texas)
San Augustine es una ciudad ubicada en el condado de San Augustine en el estado estadounidense de Texas. En el Censo de 2010 tenía una población de 2108 habitantes y una densidad poblacional de 169,42 personas por km².

## Geografía
San Augustine se encuentra ubicada en las coordenadas 31°31′47″N 94°6′40″O / 31.52972, -94.11111. Según la Oficina del Censo de los Estados Unidos, San Augustine tiene una superficie total de 12.44 km², de la cual 12.22 km² corresponden a tierra firme y 0.23 km² (1.81 %) es agua.

## Historia
El primer asentamiento europeo en el área comenzó en 1717 con el establecimiento de la Misión de Nuestra Señora de los Dolores de los Ais por misioneros católicos españoles. La misión fue abandonada y luego restablecida en 1721. La misión funcionó hasta 1773 y ahora está conservada como el Lugar Histórico Estatal de la Misión Dolores (w:en:Mission Dolores State Historic Site).
El pueblo actual comenzó en 1832 con terrenos de propiedad de Thomas S. McFarland. El nombre del pueblo viene del Presidio de San Agustín de Ahumada, que fue bautizado así en honor a Don Agustín de Ahumada y Villalón, Virrey de Nueva España (1755-1767).

## Demografía
Según el censo de 2010, había 2108 personas residiendo en San Augustine. La densidad de población era de 169,42 hab./km². De los 2108 habitantes, San Augustine estaba compuesto por el 39.71 % blancos, el 51.8 % eran afroamericanos, el 0.28 % eran amerindios, el 0.43 % eran asiáticos, el 0 % eran isleños del Pacífico, el 6.88 % eran de otras razas y el 0.9 % pertenecían a dos o más razas. Del total de la población el 10.48 % eran hispanos o latinos de cualquier raza.